# Heterocheila hannai
Heterocheila hannai är en tvåvingeart som först beskrevs av Cole 1921.  Heterocheila hannai ingår i släktet Heterocheila och familjen Heterocheilidae. Inga underarter finns listade i Catalogue of Life.